# Mário Laginha
Mário Laginha es un pianista y compositor portugués de música jazz, nacido en la ciudad de  Lisboa el 25 de abril de 1960. 
Aprende a tocar piano y guitarra en su infancia y la idea de seguir la carrera de pianista toma forma al oír al pianista y músico de jazz estadounidense Keith Jarrett. Estudió piano en la escuela de jazz "Louisiana", en Cascais, dirigida por Luís Villas Boas, y después en la Academia de Amadores de Música e no Conservatório, donde tuvo como profesores a Carla Seixas y Jorge Moyano.
Se inició tocando en hoteles y como acompañante de otros músicos, siendo su primer trabajo profesional en el Teatro de la Trinidad. 

## Discografía
- Canções e Fugas
- Tralha
- Grândolas
- Mário Laginha e Bernardo Sassetti
- Undercovers
- Mumadji
- Chorinho Feliz
- Lobos, Raposas e Coiotes
- Cor
- Fábula
- Danças
- Sol (Cal Viva)
- Duetos (com Pedro Burmester)
- Hoje
- Cem Caminhos
- Quinteto Maria João
- Ao Encontro (Sexteto de Jazz de Lisboa)